# 皇颉
皇颉（？—？），姓不详，皇氏，名颉，郑国大夫。
前547年，楚康王和秦国人联兵进攻吴国，因听说吴国有了准备，就退而入侵郑国。五月，郑国的城虞守将皇颉出城和楚军作战，被楚国的縣尹穿封戌俘虏。公子围和穿封戌争功，要伯州犁主持公正。伯州犁建议去问俘虏，于是就让皇颉站在前面。伯州犁对皇颉说：“所争夺的对象便是您，您是君子，有什么不明白的？”伯州犁举起手说：“那一位是王子围，是敝國君王尊贵的弟弟。”又放下手说：“这个人是穿封戌，是方城山外边的县尹。是谁俘虏了您？”皇颉答道：“我碰上王子，抵抗不住。”穿封戌大怒，抽出戈追赶王子围，没有追上。楚国人带着皇颉回国。这就是成语“上下其手”的来历。